# Analoog-digitaalomzetter van het tel type
De tel ADC is een elektronische schakeling, die een analoog signaal omzet in een digitaal signaal door middel van een teller. Een Tel ADC is daarmee een bepaald soort 
analoog-digitaalomzetter ofwel een AD-converter (ADC).  
Een tel ADC bevat een teller (counter) en een digitaal-analoogomzetter (DA-converter) (DAC). De teller begint te tellen bij 0. De uitgang van de teller wordt aan de ingang van de DA-converter aangesloten. Een vergelijkingsschakeling (comparator) vergelijkt de uitgang van de DA-converter met het om te zetten analoge signaal. Zodra deze beide uitgangen een gelijke waarde hebben gekregen, wordt de teller gestopt. Het door de teller bereikte getal is de digitale waarde het analoge ingangssignaal. Zodra de digitale waarde is bepaald en doorgegeven aan de uitgang, begint de teller weer op 0 te tellen voor een nieuwe omzetting. 
Het is mogelijk dat er zowel negatieve als positieve waarden moet worden omgezet, dan zal de telling beginnen vanaf de maximale negatieve waarde.

## Schema
De teller krijgt van een kloksignaal met regelmatige tussenpozen een puls. Bij elke klokpuls stijgt de waarde van de teller. Daardoor zal de uitgang van de DA-converter telkens een iets hogere spanning weergeven. Deze spanning wordt vergeleken door de comparator tegenover het ingangssignaal. Als de ingangsspanning hoger is dan de DAC spanning, zal de comparator een hoge spanning aan de uitgang geven en zal de teller verder tellen. Als de DAC spanning hoger wordt dan de ingangsspanning, zal de comparator een lage spanning geven. Men zegt dat dat "de comparator 'laag' wordt". Hierdoor gebeuren er twee dingen: 
1. Het shiftregister wordt geladen met de waarde van de teller. Hierdoor wordt de waarde aan de uitgang van de schakeling worden bijgewerkt.
2. De counter wordt teruggezet (gereset) op de waarde 00000000.

## Ingang

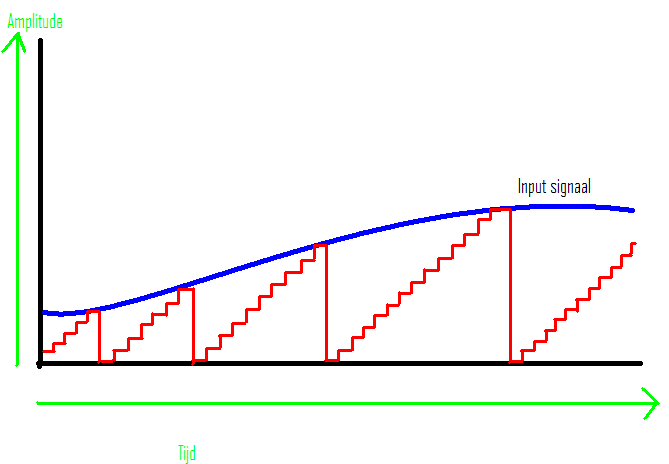
Tel type

In de afbeelding hiernaast is te zien dat de snelheid waarmee het uitgangssignaal kan worden bijgewerkt afhangt van de waarde van het ingangssignaal. Als men een lage ingangswaarde heeft, wordt het uitgangssignaal snel bijgewerkt. Bij een hoge ingangswaarde wordt het uitgangssignaal traag bijgewerkt. Bij vele toepassingen is deze traagheid niet acceptabel. De afbeelding laat zien dat de telling telkens vanaf nul moet beginnen voor elke telcyclus. Hierdoor levert de tel ADC een relatieve trage bemonstering (sampling) voor een analoog signaal. Dit zorgt voor een nadeel in vergelijking met andere tellerstrategieën. 
Enkele alternatieve DC-converters, die slechts weinig van de tel ADC verschillen, maar een snellere bemonstering bieden zijn de volgende: 
- Servo ADC
- Spoorzoekende ADC
- Tracking ADC